# 威爾莫特 (堪薩斯州)
威爾莫特（Wilmot）為美國堪薩斯州考利縣的一座非建制地區。海拔高度409公尺（1,342英尺），聯邦資料處理標準代碼為20-79575，地名資訊系統編號為484496。

## 歷史
此社區的郵政局成立於1879年3月20日，期間持續營運直到1957年6月28日裁撤。